# Tafaia landfordi
Tafaia landfordi är en skalbaggsart som beskrevs av Allard 1995. Tafaia landfordi ingår i släktet Tafaia och familjen Cetoniidae. Inga underarter finns listade i Catalogue of Life.